# Aidu-Liiva
Aidu-Liiva – wieś w Estonii, w prowincji Virumaa Wschodnia, w gminie Maidla.